# Нил, Элиз
Элиз Нил (англ. Elise Neal, род. 14 марта 1966) — американская актриса. Наиболее известна по ролям в фильмах «Роузвуд» (1997), «Деньги решают всё» (1997), «Крик 2» (1997), «Миссия на Марс» (2000), «Суета и движение» (2005) и «Логан» (2017) и телесериалам «Бесконечная любовь» (1994), «Подводная одиссея» (1995—1996), «Хьюли» (1998—2002), «Всё о нас» (2003—2005) и «Полиция Нового Орлеана» (2007).

## Биография
Элиз Нил родилась 14 марта 1966 года в Мемфисе, штат Теннесси, в семье медсестры и строителя. Занималась балетом и чирлидингом. Во время выполнения одного из танцевальных трюков сломала левое запястье. С 1984 по 1988 годы училась в Университете искусств в Филадельфии. Бросила учёбу через два года и переехала в Нью-Йорк, где получила роль в музыкальном театре. Путешествовала с гастролями. Её опыт работы в музыкальном театре привёл её в рекламу, что в конечном итоге привело её в Лос-Анджелес. Некоторое время была членом «Балетной труппы Теннесси».
В начале 1990-х годов Элиз, будучи опытной танцовщицей, снималась в музыкальных видеоклипах. В кино Элиз Нил дебютировала в небольшой роли в фильме Спайка Ли «Малкольм Икс» (1992). Далее получила роль Джейни Синклер в мыльной опере «Бесконечная любовь», играла лейтенанта Дж. Дж. Фредрикс в сериале «Подводная одиссея». В 1997 году Нил получила громкую роль Хэйлли МакДэниэл в фильме «Крик 2». Первоначально её персонаж должен был быть одним из убийц в фильме, но из-за утечки сценария её роль была переписана. В фильме «Роузвуд» сыграла школьную учительницу Скраппи.
С 1998 по 2002 годы играла главную роль в сериале «Хьюли». За свою роль получила две номинации «Лучшая женская роль в комедийном сериале» на NAACP Image Awards. С 2003 по 2005 годы играла воспитательницу Джуэл в сериале «Всё о нас». Появлялась в фильмах «Заплатить сполна», «Деньги решают всё», «Миссия на Марс», «Ресторан». Снималась в «Жизни Брайана» 2001 года, ремейке фильма «Песня Брайана» 1971 года.
Нил получила свою третью номинацию на премию NAACP Image Awards в 2006 году в категории «Лучшая женская роль второго плана» за фильм «Суета и движение». В фильме 2007 года «Ради жизни» также звучала её песня «I’m Down Baby». В этом же году играла в сериале «Полиция Нового Орлеана».
Занималась продюсированием, принимала участие в съёмках реалити-шоу «Голливудские дивы».
Играла в фильме «Ранчо любви» (2010). В биографическом фильме «Алия: Принцесса R&B» (2014) сыграла певицу Глэдис Найт. В супергеройском фильме «Логан» (2017) Нил играла Кэтрин Мансон.

## Фильмография
| Год       |   | Русское название           | Оригинальное название          | Роль                       |
| --------- | - | -------------------------- | ------------------------------ | -------------------------- |
| 1991      | с | Другой мир                 | Another World                  | танцовщица                 |
| 1992      | ф | Малкольм Икс               | Malcolm X                      | проститутка                |
| 1992      | с | Закон и порядок            | Law & Order                    | Чарлейн Уорд               |
| 1993      | с | Городские истории          | Tales of the City              | инструктор спа-салона      |
| 1993      | с | Калифорнийские мечты       | California Dreams              | мисс Джеки                 |
| 1993      | с | Дела семейные              | Family Matters                 | Хизер                      |
| 1994      | с | Принц из Беверли-Хиллз     | The Fresh Prince of Bel-Air    | Венди Робертсон            |
| 1994      | с | Бесконечная любовь         | Loving                         | Джейни Синклер             |
| 1994      | с | Дневники Красной Туфельки  | Red Shoe Diaries               | танцовщица                 |
| 1995      | ф | Пусть это буду я           | Let It Be Me                   | Карлита                    |
| 1995      | с | Надежда Чикаго             | Chicago Hope                   | Тамара Парнетт             |
| 1995      | с | Сопровождающий             | Pointman                       | Милли                      |
| 1995—1996 | с | Подводная одиссея          | seaQuest DSV                   | лейтенант Дж. Дж. Фредрикс |
| 1997      | ф | Роузвуд                    | Rosewood                       | Бьюла (Скраппи)            |
| 1997      | ф | Как стать игроком          | Def Jam’s How to Be a Player   | Надин                      |
| 1997      | ф | Деньги решают всё          | Money Talks                    | Пола                       |
| 1997      | ф | Крик 2                     | Scream 2                       | Халли МакДэниел            |
| 1998      | ф | Ресторан                   | Restaurant                     | Джанин                     |
| 1998      | с | Братья Уайанс              | The Wayans Bros.               | Таня Купер                 |
| 1998      | с | Остров фантазий            | Fantasy Island                 | Кэтрин                     |
| 1998—2002 | с | Хьюли                      | The Hughleys                   | Ивонн Уильямс-Хьюли        |
| 2000      | ф | Миссия на Марс             | Mission to Mars                | Дебра Грэм                 |
| 2001      | ф | Площадь восстания          | The Rising Place               | Вильма Уотсон              |
| 2001      | ф | Жизнь Брайана              | Brian’s Song                   | Линда Сэйерс               |
| 2002      | ф | Заплатить сполна           | Paid in Full                   | тётя Джун                  |
| 2003      | ф | Игровой мяч                | Playas Ball                    | Саммер Твитти              |
| 2003—2005 | с | Всё о нас                  | All of Us                      | Тиа Джуэл                  |
| 2005      | ф | Суета и движение           | Hustle & Flow                  | Йеветта                    |
| 2005      | с | C.S.I.: Место преступления | CSI: Crime Scene Investigation | Жизель                     |
| 2007      | ф | Ради жизни                 | 4 Life                         | Джейр                      |
| 2007      | с | Полиция Нового Орлеана     | K-Ville                        | Айана Буле                 |
| 2009      | с | Частная практика           | Private Practice               | Джанин                     |
| 2010      | ф | Ранчо любви                | Love Ranch                     | Алана                      |
| 2010      | ф | Ствол                      | Gun                            | мама Рича                  |
| 2011      | ф | Пулбой: Спасайся кто может | Poolboy: Drowning Out the Fury | Флоренс                    |
| 2011      | с | Плащ                       | The Cape                       | Сьюзан Войт                |
| 2011—2012 | с | Высший класс               | A.N.T. Farm                    | Роксана Паркс              |
| 2012      | ф | Пастырь                    | The Undershepherd              | сестра Робертс             |
| 2012      | с | Скандал                    | Scandal                        | Анна Гордон                |
| 2013      | ф | 1982                       | 1982                           | Стейси                     |
| 2014      | ф | Алия: Принцесса R&B        | Aaliyah: The Princess of R&B   | Глэдис Найт                |
| 2017      | ф | Логан                      | Logan                          | Кэтрин Мансон              |
| 2017      | ф | Убить за лайк              | Tragedy Girls                  | миссис Хупер               |
| 2020      | ф | Проклятие                  | The Grudge                     | участница телепрограммы    |
| 2020      | с | Навстречу тьме             | Into the Dark                  | доктор Линда Джонсон       |
| 2022      | ф | Нечего терять              | Breaking                       | Хуанита                    |

### Видеоклипы
- 1990 — Kwamé — «Ownleeeue»
- 1991 — Father MC — «Lisa Baby»
- 1991 — Chubb Rock — «Just the Two of Us»
- 1991 — Black Sheep — «Strobelite Honey»
- 1992 — Vanessa Williams featuring Dres — «Work to Do»
- 1993 — Dannii Minogue — «This Is It»
- 1998 — Aretha Franklin — «A Rose Is Still a Rose»
- 2001 — Trick Daddy — «I’m a Thug»
- 2002 — Aaliyah — «Miss You»
- 2011 — Rick Ross — «Ashes to Ashes»

## Награды и номинации
- NAACP Image Awards
  - 2000 — «Лучшая женская роль в комедийном сериале»: «Хьюли» (номинация)
  - 2001 — «Лучшая женская роль в комедийном сериале»: «Хьюли» (номинация)
  - 2006 — «Лучшая женская роль второго плана»: «Суета и движение» (номинация)